# Hagyományhű katolikusság
Hagyományhű vagy tradicionalista katolikusok egy olyan mozgalom, amely a második vatikáni zsinat előtti katolikus tanításokat, gyakorlatokat, hagyományokat, liturgiát hangsúlyozza.
Az e zsinat előtt uralkodó lelkiségi, erkölcsiségi (morális) liturgikus és kánonjogi (diszciplináris) fölfogáshoz és szemlélethez különböző fokban ragaszkodnak. Egyes csoportjaik a II. vatikáni zsinat tanítását részben vagy teljes egészében elvetik. Közös mindegyik hagyományhű katolikus csoportban, hogy a római liturgiájú szentmisét az 1969-1970-es liturgikus változtatások (VI.Pál-féle szentmise) előtti liturgiaváltozat szerint (lásd Szent V. Piusz-féle szentmise) és latin nyelven ünneplik. A legtöbbjük a XXIII. János pápa által jóváhagyott 1962-es misszálét követi a szentmise ünneplésében, míg mások az 1955-ös, Bunigni érsek által kidolgozott és XII. Piusz pápa által jóváhagyott változtatásokat (nagyheti szertartás) sem fogadják el.

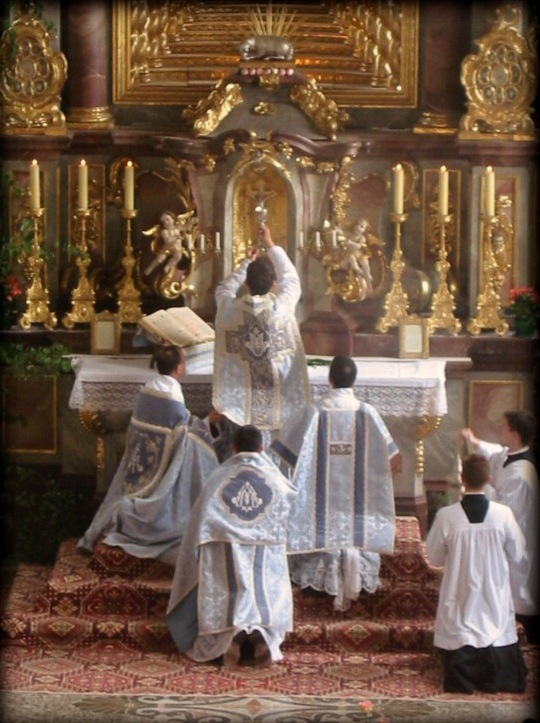
A kehely fölemelése [eleváció] átváltoztatás után a hagyományos katolikus Solemnis misében (Missa Solemnis).

A hagyományhű katolicizmus filozófiáját és világnézetét tekintve gyakran konzervatívabb mint a katolicizmus többi része.
Egy kisebb részük elutasítja a katolikus egyház jelenlegi pápaságát, és a szedevakantizmus álláspontját követik, hogy a megválasztott pápának nincs felhatalmazása a tanításra vagy a kormányzásra, hacsak nem vonja vissza a II. vatikáni zsinat által bevezetett változtatásokat. Mivel az ezt valló csoportok már nincsenek teljes közösségben a pápával és a Szentszékkel, a követőit nem tekintik a katolikus egyház tagjainak, hanem különálló vallási csoportként kezelik.

## A hagyományhűek viszonya a katolikus egyházhoz
- A katolikus egyházhoz tartozik a hagyományhű katolikusok azon ága, amely a II. Vatikáni zsinat liturgikus konstitúciója alapján megalkotott új miserenddel, valamint a többi zsinati dokumentum értelmezésével kapcsolatban támaszt kételyeket.
- A katolikus egyház nem vállal ezzel szemben közösséget többé a „tradicionalista katolicizmus” másik ágával, amely ennél továbbmenve, elveti a zsinat egyháztani újítását is, s a zsinati dokumentumok kapcsán alapvetően elutasító álláspontot képvisel.

Bár hivatalos szinten a hagyományhű katolikusok különböző csoportjai közötti viszony sokszor viharos – azon belül is elsősorban a vatikáni Szentszéket törvényesnek elismerő és azt el nem ismerő (sedevacantisták és konklávisták) ágazat viszonya kölcsönösen elutasító –, az egyes hívek között kapcsolat általában jónak mondható. Nagyobb az összetartás egy sedevacantista és egy nem-sedevacantista között, mint például egy liberális katolikus és egy – a pápával egységben lévő – hagyományhű között.

### Viszonyuk a II. vatikáni zsinathoz
1.) A hagyományhűek kisebb csoportjai (sedevancantisták és konklávisták) teljes mértékben elvetik a II. vatikáni zsinatot, s mint "rablózsinatot" tartják számon.
2.) A Szentszékkel teljes egységben lévő csoportosulások szerint a II. vatikáni zsinat nem doktrinális zsinat, hanem pasztorális volt. Ennek megfelelően nem vonatkozik reá a tévedhetetlenség (latin: infallibilitas). Ezt megerősíti az azt megnyitó és lezáró okmány is.
Krisztus ugyanis Péter, illetve az általa vezetett apostolkollégiumnak és utódjának (római pápa és a vele egységben lévő püspökök testülete) csak dogma (tételes hitigazság) vagy hitvallás kihirdetésének esetére ígérte meg a Szentlélek tévedhetetlen vezetését, azaz azt, hogy rajtuk keresztül ezen esetben maga Isten szól. Ez akkor áll fenn, ha: 1.) hit és erkölcs kérdésében, 2.) visszavonhatatlanul (irreformabilis), 3.) az egész Egyház számára, 4.) ünnepélyesen gyakorolva a Krisztustól kapott tanítói hatalmat ("ex cathedra") hirdettetik ki egy hitigazság, vagy hitvallás.
Mivel a pápa és a vele egységben lévő püspöki testület csak a kinyilatkoztatás őrei, és nem urai, ezért lényegileg új valóságot nem hirdethetnek ki, csak megerősíthetik a tiszta tanítást, ha azt támadás éri. Ezt védi a kontradikció elve is, azaz egy dogma soha el nem évülhet, és ha "dogmaként" vele teljesen ellentétes tant hirdetnének ki, az utóbbi válik érvénytelenné. Csak külső dogmafejlődés lehetséges, organikus módon, anélkül, hogy meghasonulna a tanítás önmagával. Minden egyéb pasztorális, természettudományos, politikai stb. állásfoglalás soha sem lehet tévedésmentes, mivel időhöz kötött és változó valóságokhoz kötődik.
Mivel a II. vatikáni zsinat nem hirdetett ki tévedhetetlen tanítást, így dokumentumait az elmúlt kétezer év hagyományának a fényében kell értelmezni, ortodox (igazhitű) módon, avagy elvetni.

### A számukra kétértelmű II. vatikáni zsinati gondolatok
A hagyományhűek legfőbb problémája a II. vatikáni zsinattal, hogy Szász Pétert idézve: abba „betüremkedett a francia forradalom (1789) által értelmezett "szabadság (mint vallásszabadság) – egyenlőség (mint kollegalitás) – testvériség (mint ökumenizmus) "jelszava". 
- A vallásszabadság téves értelmezése. A hagyományos katolikus tanításban a tévedésnek/tévtanításnak nincsenek jogai, ez egy filozófiai tétel, amelyből következik, hogy a Katolikus Egyháznak de iure[4] vagy legalábbis de facto[5] államvallásnak kell lennie.[6] Ezzel ellentétben A II Vaticanum teljesen véget vetett a katolikus államegyházaknak, a "vallásszabadság" jegyében.[7] A tradicionalisták vallják, hogy egyetlen embert sem szabad kényszeríteni hitének megváltoztatására, vagy meggyőződése miatt korlátozni annak gyakorlásában (kivéve ha a közjót sérti). Ám a lelkiismeretet nevelni kell, mert a lelkiismeret önmagában nem az igazság forrása, hanem a szubjektivizmusé. Minden ember köteles az igazság keresésére és a felismert jó megcselekvésére. Egy nem-katolikus ember is üdvözülhet, az ő téves hite ellenére (nem miatta), Krisztus kegyelme folytán. Krisztus figyelembe veszi korlátait az igazság megismerésében. A hagyományhűek szerint a Vallásszabadságról szóló zsinati nyilatkozat (Dignitatis humanae) alkalmat ad arra, hogy azt úgy értelmezzék, mindegy ki mit hisz, minden vallás ugyanolyan értékű, és minden vallás és hit ugyanúgy üdvözít. A tradicionalisták különbséget tesznek a nem-keresztény ember és a nem-keresztény meggyőződés között, míg a modernisták nem.

- Az „Isten népe” fogalom és a kollegalitás téves értelmezése. A hagyományhűek szerint a hierarchia és a pápai primátus tanának aláásására alkalmas az Egyházról szóló zsinati alkotmány (Lumen Gentium) kétértelműsége. Igaz ugyan, hogy minden megkeresztelt részesedik a királyi – általános – papságból, de a fölkent – szolgálati – papság nem az ő demokratikus választásukból ered, hanem Krisztus külön meghívásából ("Nem ti választottatok engem, hanem én titeket!"), föntről adatik. A püspöki kollegalitás modernista értelmezése a pápai primátus elvetésébe torkollik. A hagyományhűek szerint ezzel a korábban dogmákban elítélt protestáns tanítást akarták becsempészni a modernisták.
- Az ökumenizmus téves értelmezése. Az Ökumenizmusról szóló zsinati határozat (Unitatis Redintegratio) a hagyományhűek véleménye szerint ugyancsak kétértelműen fogalmaz. Az igaz, hogy minden kereszténynek egységben kell lennie, de a katolikus tanítás szerint a különböző felekezetek a Krisztus által Péterre alapított egyetlen és egységes katolikus egyházból váltak ki, így oda kell visszatérniük, ergo az igazi ökumenizmus, amikor mindenki katolikus lesz. Az modernista tévtanítás, hogy a különböző felekezetek az igazság "egy-egy részét" képviselnék. Ettől függetlenül még lehetnek üdvözült és jóra való keresztények közöttük. A tradicionalisták itt is különbséget tesznek a más felekezetű ember és a más felekezet tanítása között.

- A szentmise profanizálása és protestantizálása. A Szent Liturgiáról szóló zsinati alkotmány (Sacrosanctum Consilium) és a reá hivatkozva létrehozott Novus Ordo Missae a szentmise áldozati jellegét, az átlényegülés és a valóságos jelenlét tanát nem fejezi ki kellőképpen, sőt el is homályosítja, mivel az új miserítus – a hagyományhűek szerint – protestáns emléklakomává fokozza le a szentmisét. Ez kifejeződik például a népnyelvű szövegek pontatlan, profán és néhol szándékosan torz fordításában (például 'sokakért kiontatik' – 'mindenkiért kiontatik');[8] az 1500 éves római kánon szinte teljes eltűnésében, új, teológiailag homályos kánonok megjelenésében. A tridenti miséhez képest a novus ordo egy megcsonkított mise.[9] Az új mise nélkülözi a nagyszerűséget, lapos és jellegtelen.[10] A Latin nyelvet, mely kiemelte a híveket a hétköznapokból és egy külön, szent világba helyezi vala őket, fölváltotta a népnyelv, mely által a hívek megrekednek a profán, banális evilágiságban. Az ünnepélyes gregorián énekeket, az Egyház dicsőséges, időtlen hangját melyek szinte szentségi jellegűek voltak, de facto eltörölték.[11] A Szentszékkel egységben lévő hagyományhűek mégis vallják, ha megvalósul a szentség létrejöttéhez szükséges forma (alak: Krisztus szavainak kimondása: "ez az én testem" + "ez az én véremnek kelyhe"), materia (anyag: búzalisztből készült kenyér + pár csepp vízzel vegyített szőlőbor), intentio (szándék: a miséző szándéka az, hogy Krisztus és az Ő Egyházának szándéka valósuljon meg) hármassága, akkor az új miserend szerint is megjelenítődik a szentmiseáldozat érvényesen.

- Az állami autonómia kétes értelmezése. Az Egyház és a mai világ viszonyát tárgyaló zsinati alkotmány (Gaudium et Spes) szól az evilági valóságok (állam, tudomány, művészetek stb.) önállóságáról, az Egyháztól, mint intézménytől való függetlenségéről. Az állam és az e világi valóságok valóban függetlenek az Egyháztól, de nem függetlenek Istentől, illetőleg a saját természetük rendjétől (természetjog), ami ugyancsak Istentől ered, és a teremtett valóságukban leledzik. Az evilági valóságoknak is van erkölcsi határa, nem önmaguk határozzák meg saját határaikat, s hogy mit tehetnek meg.

## A II Vatikáni zsinattal megjelent szellemiség, erkölcsiség

### Szellemi áramlatok
- Az "igazság félúton/középen van" hamis eszméje. Modernista tétel, hogy "az ellenkező hibák egyformán veszélyesek", vagyis egyformán veszélyes a vallási lazaság és a vallási rigorizmus (más néven integrizmus).[12] A hagyományos álláspont szerint azonban a valóságban az eretnekségnél semmi sem veszélyesebb. A hamis középút eszméje oda vezet, hogy az integrista (pl egy hagyományhű katolikus) és az eretnek egyformán veszélyesnek láttatik.[13] Az igazság nem két szélsőség között van, hanem mindkettőt meghaladja.[13] Az eretnekség nem a szigorúsággal áll szemben, hanem egyszerűen hamis, nem igaz.[13] A modernisták a Tízparancsolatot sokszor "legalistának" bélyegezték, de Vatikán II nyomán megjelent egy sajátos legalizmus, mely a tanítás helyett a szervezetiségben mutatkozik meg: annak a hite, hogy a fegyelem hiánya nagyobb bűn, mint az eretnekség. Az egyház ill. a püspök fegyelmi tekintélye azonban csak addig tart, amíg a tanítás tisztasága, és mihelyst az Egyház teret enged a pluralizmusnak, megszűnik a joga hogy engedelmességet követeljen fegyelmi téren.[14]
- A "csodás fejlődés", progresszió téveszméje. A katolikus hagyományban a fejlődés azt jelenti, hogy egyre fejlődünk a megszentelődésben, hogy Krisztus királyságát terjesztjük a földön, vagyis hogy Krisztus Misztikus Testét (= Egyház) gyarapítjuk. Ettől teljesen idegen a hegeli fejlődés ("Világszellem") eszméje, ill. Teilhard de Chardin evolúcióelmélete.[15] Az orvostudomány és technológia nagy és egyre gyorsuló fejlődésen esett át az elmúlt évszázadokban, és ez a jelenlegi kornak egy dicsőséges kinézetet kölcsönöz. De meg kell nézni, milyen árat fizetünk érte. Az ökológia írja le ezeket: olyan nagyok, hogy az emberiség megsemmisülésével fenyegetnek.[16] A technológiai fejlődés egyre kevésbé tesz minket szabaddá.[17] A hagyomány (kultúra) terén hatalmas hanyatlás, elembertelenedés figyelhető meg. A totalitárius szellemiség terjed az egész világon, még a demokratikus társadalmakban is. Az emberélet kioltásának különböző módjai, abortusz, eutanázia, szexoktatás az iskolákban, stb.[18] Külön szörnyű a mesterséges megtermékenyítés, amikor egy nő idegen férfitól esik teherbe.[19] A szépség fogalma elveszett, elég csak a mai "művészetet" összehasonlítani a klasszikusokkal. Az emberi tudatot az agyműködés szintjére redukálták.[20] A tudomány az élet nagy kérdéseit, melyek filozófiai kérdések, kisajátította, az anyag szintjére degradálta. A fejlődés eszméje egyfajta értékvakságot eredményez. Mi több, a fejlődést elkerülhetetlennek állítják be, ami ellen nem lehet és nem is érdemes küzdeni.[21] Az Egyházat is megfertőzte e materialista szellemiség; a hangsúly a szegénység, társadalmi igazságtalanságok és háború elleni küzdelmen van, ahelyett hogy az egyén üdvösségén és Isten dicsőítésén -glorificatio- lenne. A földi jövő átvette az örökkévalóság helyét.[22] Az Isten képmására alkotott ember -imago Dei- helyét átvette az állat, mint új ideál.[23]
- A "változás a változásért" téveszméje. Platón mondása: "minden változás gonosz, ha nem töröl el valami negatívat."[24] A Kereszténységben a változásnak kizárólag jó irányban van értelme. A szilárdság, kitartás, stabilitás nagy értékű fogalmak, amikor a tanításról van szó. A Katolikus önazonosság szilárdsága a dogmafejlődésen keresztül nyilvánul meg: új dogmákat adnak a régiekhez, anélkül hogy az újak eltörölnék a régieket, vagy ellentmondanának nekik bármiféle módon; a félreértelmezések tere egyre szűkül. És az eretnekségek eme elutasításában a keresztény kinyilatkoztatás foglaltatik szabályokba, ahol a fejlődés egyenes vonalát találjuk a korábbiaktól a későbbiekig.[25] "Az emberi természetben mélyen gyökerező érzékcsalódás, hogy akkor vagyunk ébren vagy akkor élünk, amikor megváltoztatunk létező dolgokat. A dolgokat hagyni ahogy vannak az élettelenség és a megcsontosodás jele, míg a változtatás által valami fontosat viszünk végbe. Ez különösen azok illúziója, akik valami fontos pozícióban vannak. De ez elmulasztja észrevenni, hogy a jó dolgok védelme és megőrzése nagyszerű jele annak, hogy ébren és életben vagyunk és gyakran sokkal nehezebb feladat, mint változtatni. De a döntő hiba abban áll, hogy elfelejtjük, hogy valaminek a megőrzése vagy megváltoztatása kizárólag annak az értékétől függ, amit meg szeretnénk őrizni vagy -változtatni. Ha valami rossz, akkor lehetőleg meg kell változtatni. Ha valami jó és értékes, akkor szükséges hogy megőrizzük és életben tartsuk."[26] Az igazság lényegében változtathatatlan. De ami igazán fontos: a stabilitás megőrzése a változással szemben, a szép és jó dolgában.[25] A dilettáns "változtatások a változtatásért" nemcsak gyerekes, hanem katasztrofális zűrzavarhoz vezet pedagógiai következményeiben.[27]

### Történések a II. vatikáni zsinat óta
- Az erkölcsteológia leértékelődése. Az erkölcs azért fontos, mert általa különbözteti meg az ember a jót a rossztól. A II. vatikáni zsinat befolyására a jó és rossz megkülönböztetésének fontosságát fölváltotta az isteni irgalomba vagy kegyelembe vetett vakhit, rajongás. Ennek kapcsán jelentek meg olyan elméletek, hogy mindenki üdvözül, illetve nincsen szenvedés a pokolban.[28] Ehhez kötődik az alapvető katolikus erkölcsi ismeretekről a hangsúly lekerülése, mint pl. az Anyaszentegyház öt parancsolata, az isteni erények, a négy sarkalatos erény, a négy végső dolog, irgalmasság lelki cselekedetei, irgalmasság testi cselekedetei, a hét főbűn, a kilenc idegen bűn, a négy égbekiáltó bűn, a Szentlélek elleni hat bűn, stb. A régi jeles szerzők erkölcsteológiai munkáit "manualistának" bélyegezték.[29] Említésül, a két legjelesebb erkölcsteológus Aquinói Szent Tamás és Liguori Szent Alfonz,[29] magyar nyelven pedig az egyetlen hagyományos átfogó erkölcsteológiai munka Evetovics Kunó könyve.[30] Benedek pápa külön megemlíté az erkölcsteológia összeomlását a II Vaticanum óta.[31]
- A misszióstevékenység megszűnése. Az ökumenizmus előtérbe helyezése együtt jár a misszióstevékenység háttérbe szorulásával. A II. vatikáni zsinat és a modernista befolyás a misszióstársulatokat, melyek Jézus megváltó örömhírét vitték a világba, gyakorlatilag teljesen fölszámolta, a missziós kongregációkat mára egy kézen meg lehet számolni.[32] Magának a missziónak a jelentését üresítette ki: Ha minden más vallásban lehet üdvözülni, akkor mi értelme téríteni, illetve megtérni? Említésre méltó, hogy hogy a II. vatikáni zsinat idején a legnagyobb misszióstársulat, a Szentlélek Atyák vezetőjét Marcel Lefebvre érseknek hívták.
- A liturgiareform nyomán a templomok kiürülése. A Liturgikus Bizottság vezetője, Bugnini érsek, mindent eltávolított a miséből, ami a protestánsokat zavarta volna.[33] Ez VI. Pálnak is feltett szándéka volt.[34] Az új mise első 7 évében (1969-1976) a vasárnapi miselátogatók száma 30%-kal csökkent az Egyesült Államokban,[35] 43%-kal Franciaországban, 50%-kal Hollandiában.[36] A 2010-es egyházi év alkalmából Münchenben végzett közvéleménykutatás szerint a gyakorló katolikusok több mint 90%-a állította, hogy számukra nincsen különbség a katolikus mise és a protestáns úrvacsora között. Bécsben a katolikusok 3%-a látogatja rendszeresen a vasárnapi misét, Franciaországban pedig 1,8%-a.[37]
- A papi, szerzetesi, szerzetesnői hivatások erős csökkenése. A föntebb tárgyalt időszakban (1969-76) a papok száma 413,438-ról 343,307-re csökkent a szentszéki kimutatások szerint.[38] A szerzetesnők száma az USÁban az 1966-os 181 ezerről 2014-re 49 ezerre csökkent.[39] A Vatikán II nyomán megjelentek a tömeges diszpenzációk - papi/szerzetesi állapot alóli fölmentések -, a klerikusnak (általános értelemben pap/szerzetes/apáca) elég volt egy kérelmező levelet küldenie, postafordultával érkezett a Vatikánból a fölmentés.[40] A hagyományos kánonjog szerint a klerikusi állapot alóli fölmentés által a klerikus elveszíti minden hivatalát és kiváltságát, de a cölibátus (tisztaság) továbbra is kötelezi.[41] (Egy esetben nem kötelezi, ha a pappá szentelése vagy szerzetesi/szerzetesnői fogadalma érvénytelen volt.)[42] A gyakorlatban ezt a kitételt semmibe vették, és laicizált klerikusoknál többnyire megengedett vagy legalábbis megtűrt viselkedés lett szexuális partner után nézni.[40]
- A hívek és papok körében a szabados eszmék megjelenése és elterjedése. A szabadosság, különösen a szexuális szabadosság ijesztő mértékben növekedett az erkölcsteológiai és dogmatikai kiüresedés révén.[43] A polgári válások és az Egyház által kiadott érvénytelenítések (annullációk) száma megugrott, az egyházi (vagy akár polgári) házasság nélküli együttélés - ágyasság -[44] teljesen természetes lett a társadalomban.

## A hagyományhű csoportok áttekintése
A hagyományhű csoportosulások egyike sem fedi le az abszolút többségét (50% + 1) a tradicionalistáknak, mégis a legtöbbjük kapcsolatban van hasonló lelkiségű papi testvérületekkel. Sok hagyományhű csoportosulás teljes egységben van Péter székével, a pápával, az egyházi vezetéssel; azaz kánonjogilag (diszciplinárisan) szabályosan működnek. Közéjük tartozik a Szent Péter Papi Testvérület (FSSP), a Krisztus Király és Főpap Intézmény (ICRSP), és a Vianney Szent János személyi apostoli adminisztratúra.
Más társaságok Rómához való viszonya vita tárgya, többségük teljesen törvényesnek ismeri el a hatalmon levő pápát. A diszciplinárisan törvénytelen, de a hittételek szempontjából (doktrinálisan) érvényes püspökszentelés miatt a katolikus egyháztól elszakadt, de azóta részben visszatért Szent X. Piusz Papi Testvérület (FSSPX) a legismertebb közülük.
A Szentszékkel tényleges szakadásban álló formációkat két csoportra oszthatjuk. Egy részük szerint a Szentszék megüresedett ("sede vacante"), és az 1960-as évek óta uralkodó egyházfők hamis katolikusok (eretnekek) és érvénytelen pápák. Csoportja válogatja, kit tartanak az utolsó törvényes pápának: a skála változik XII. Piusztól (1939-1958) I. János Pálig (1978). Egy speciális águk az ún. "siriisták", akik szerint Szent XXIII. János törvénytelen pápa volt, és valójában Giuseppe Siri bíbornokot (1906-1989) választották meg 1958-ban s később 1978-ban is, de szabadkőműves nyomás miatt nem ő került hatalomra. Ennek igazolására a Szentszék által korábban sem hitelesített magánkinyilatkoztatásokra hivatkoznak, melyben elhangzik, hogy jön egy vészterhes kor, mikor a pápa vörösben (bíborosok öltözékének a színe) lesz, és ellenpápát ültetnek az Egyház nyakára, aki fölforgatja azt. Az ezt vallókat összefoglaló néven "sedevacantistáknak" hívják, mivel szerintük üres a pápai trón, és ennek folyományaként interregnum és káosz uralkodik az Egyházban és a világban. Több kis létszámú társaságuk létezik: Szent V. Piusz Papi Testvérület (FSSPV), Szűz Mária Szeplőtelen Szívének Kongregációja, és az Orthodox Római Katholikus Mozgalom. A Szentszékkel szakadásban álló hagyományhű katolikusok másik csoportját az ún. "konklávisták" alkotják. Ők megválasztották a saját, általuk igaznak vélt pápájukat, míg a Vatikánban székelő pápát (Ferenc) illegitimnek, eretnek ellenpápának tartják. Közéjük tartozik az Igazi katolikus egyház és a Palmáriai katolikus egyház.
Hozzátehetjük, hogy jó néhány hagyományhű katolikus kis helyi csoportokhoz kapcsolódik, melyek nem tagjai nagyobb egységeknek. Ezek vezetői általában a püspökükkel a kapcsolatot megszakító lelkipásztor-papok, illetve a szerzetesi közösségükből kivált szerzetes-papok.

### A hagyományhűek és a konzervatívok
Az egyes csoportok nem tradicionalista katolikusokhoz való viszonya egyenesen aránylik a Vatikánhoz fűződő státuszuk, ill. a neki való engedelmességük fokával. A római Szentszékkel teljes egységben lévő csoportok (pl Szent Péter Papi Testvérület) általában jó viszonyt ápolnak az ún. konzervatív katolikusokkal. A konzervatív katolikusság hiszi és vallja az Egyház hitét sértetlenül, de kritikájában nem olyan éles a II. Vaticanummal szemben, mint a tradicionalisták, és nem a "mindent vissza" álláspontját képviseli. A határ sok esetben elmosódik a kettő között. A korábbi pápa (XVI. Benedek) irányvonala ebbe a csoportba sorolható.

### A hagyományhűek és a liberálisok
Az ún. liberális katolikussággal szemben egységfrontot képviselnek a tradicionalisták a konzervatívokkal. Szerintük ők csak de iure katolikusok, de a valóságban, életvitelükben, hitelveikben eretnekek. A liberális katolikusokra egy érzelmileg felfokozott gúnyjelzőt is kitaláltak (kávéházi katolikusok), ezzel mintegy ellenpontozva a rájuk aggatott fundamentalizmus érzelmileg túlfűtött bélyegét. Véleményük szerint a kávéháziak nyugodtan tagadják meg az Egyház egyes hittételeit (akár Krisztus történetiségéről, akár az abortuszról, nők pappá szentelésének lehetőségéről legyen szó), mert ehhez szabad akaratuk van, de akkor hagyják el a katolikus jelzőt, ne bomlasszák az Egyházat belülről. Arra a liberális érvre, hogy ha nem lenne az Egyház ennyire "vaskalapos", akkor több hívő lenne, azt az ellenvéleményt hozzák föl a tradicionalisták, hogy erre volt egy kísérlet (protestantizmus) s ettől nem lett több a hívő ember, ráadásul az a hit és Egyház már nem katolikus lenne. A tradicionalisták és a konzervatívok véleménye szerint az Egyház "egyedisége", vonzereje a mai individualista világban hosszú távon pont az, hogy kitartson következetesen a hitbéli és erkölcsi elvei mellett, s ne simuljon múló divatokhoz.

## Külső hivatkozások
- A Jócselekedet Katolikus oldal
- A Keresztény Katolikus Egyház honlapja
- Katolikus Honlap.
- A Magyar Templomos Lovagrend honlapja
- Malachi Martin: Der letzte Papst. München, 2006.